# Progne tapera
Progne tapera (Linnaeus, 1766) è una specie di uccelli appartenente alla famiglia Hirundinidae.